# Grafenstein
Grafenstein (tiếng Slovene: Grabštajn) là một đô thị thuộc huyện Klagenfurt-Land trong bang Kärnten trong nước Áo. Đô thị Grafenstein có diện tích 50,1 km², dân số thời điểm năm 2005 là 2752 người.
Bản mẫu:Đô thị của Klagenfurt-Land